# Brad Daugherty
Bradley "Brad" Lee Daugherty (Black Mountain, Carolina del Norte, 19 de octubre de 1965) es un exjugador de baloncesto estadounidense que disputó ocho temporadas en la NBA, con los Cleveland Cavaliers. En la actualidad es comentarista de la competición automovilística norteamericana NASCAR para el canal de televisión ESPN. Daugherty también es copropietario del equipo JTG Daugherty Racing participante de la Copa NASCAR.

## Carrera

### Universidad
Después de llevar a su high school a la final del estado en 1982, aceptó una beca deportiva para jugar en la Universidad de North Carolina bajo las órdenes del legendario entrenador Dean Smith. Fue sin duda uno de los mejores jugadores que pasaron por aquella universidad. En 1986 fue incluido en el mejor quinteto del país, promediando en esa temporada 20,2 puntos y 9 rebotes por partido con los Tar Heels.

### NBA
Fue elegido como número 1 del Draft de la NBA de 1986 por Cleveland Cavaliers. En su primera temporada promedió 15,7 puntos y 8,1 rebotes, lo que le valieron para formar parte del mejor quinteto de rookies de ese año. Daugherty jugó durante 8 temporadas en Cleveland, manteniendo siempre unas estadísticas que rondaban los 20 puntos y 10 rebotes por encuentro, lo que hizo que fuera seleccionado en 5 ocasiones para el All-Star Game. Pero sus frecuentes problemas causados por una lesión en la espalda le llevaron a retirarse del baloncesto en activo al finalizar la temporada 1993-94, con tan solo 28 años.
Su vida posterior ha estado ligada a la fórmula NASCAR, primero como propietario de un equipo, y más tarde como comentarista de televisión.

## Estadísticas de su carrera en la NBA

### Temporada regular
| Año     | Equipo    | PJ  | PT  | MPP  | %TC  | %3P  | %TL  | RPP  | APP | ROB | TPP | PPP  |
| ------- | --------- | --- | --- | ---- | ---- | ---- | ---- | ---- | --- | --- | --- | ---- |
| 1986–87 | Cleveland | 80  | 80  | 33.7 | .538 | .000 | .696 | 8.1  | 3.8 | .6  | .8  | 15.7 |
| 1987–88 | Cleveland | 79  | 78  | 37.4 | .510 | .000 | .716 | 8.4  | 4.2 | .6  | .7  | 18.7 |
| 1988–89 | Cleveland | 78  | 78  | 36.2 | .538 | .333 | .737 | 9.2  | 3.7 | .8  | .5  | 18.9 |
| 1989–90 | Cleveland | 41  | 40  | 35.1 | .479 | .000 | .704 | 9.1  | 3.2 | .7  | .5  | 16.8 |
| 1990–91 | Cleveland | 76  | 76  | 38.8 | .524 | .000 | .751 | 10.9 | 3.3 | 1.0 | .6  | 21.6 |
| 1991–92 | Cleveland | 73  | 73  | 36.2 | .570 | .000 | .777 | 10.4 | 3.6 | .9  | 1.1 | 21.5 |
| 1992–93 | Cleveland | 71  | 71  | 37.9 | .571 | .500 | .795 | 10.2 | 4.4 | .7  | .8  | 20.2 |
| 1993–94 | Cleveland | 50  | 50  | 36.8 | .488 | .000 | .785 | 10.2 | 3.0 | .8  | .7  | 17.0 |
| Total   | Total     | 548 | 546 | 36.5 | .532 | .143 | .747 | 9.5  | 3.7 | .8  | .7  | 19.0 |

### Playoffs
| Año   | Equipo    | PJ | PT | MPP  | %TC  | %3P  | %TL  | RPP  | APP | ROB | TPP | PPP  |
| ----- | --------- | -- | -- | ---- | ---- | ---- | ---- | ---- | --- | --- | --- | ---- |
| 1988  | Cleveland | 5  | 5  | 40.8 | .460 | .000 | .677 | 9.2  | 3.2 | .4  | 1.4 | 15.8 |
| 1989  | Cleveland | 5  | 5  | 33.4 | .362 | .000 | .600 | 9.2  | 2.4 | 1.2 | 1.0 | 11.0 |
| 1990  | Cleveland | 5  | 5  | 37.2 | .586 | .000 | .696 | 9.6  | 4.0 | .4  | .8  | 22.8 |
| 1992  | Cleveland | 17 | 17 | 40.4 | .528 | .000 | .814 | 10.2 | 3.4 | .6  | 1.0 | 21.5 |
| 1993  | Cleveland | 9  | 9  | 39.6 | .557 | .000 | .800 | 11.7 | 3.4 | .7  | .8  | 18.7 |
| Total | Total     | 41 | 41 | 39.0 | .519 | .000 | .756 | 10.2 | 3.3 | .7  | 1.0 | 19.1 |

## Logros y reconocimientos
Instituto
- Primer equipo Parade All-American (1982)
- McDonald's All-American (1982)

Universidad
- 2.º equipo All-America consensuado (1986).
- 2 veces mejor quinteto de la ACC (1985, 1986).

NBA
- Elegido en el mejor quinteto de rookies en 1987.
- 3.er Mejor quinteto de la NBA (1992).
- 5 veces All Star (1988, 1989, 1991, 1992, 1993).

Honores
- Su camiseta con el número #43 fue retirada por los Cavaliers.
- Su camiseta con el número #42 ha sido homenajeada por los North Carolina Tar Hells.